# Конотопський край
«Конотопський край» — громадсько-політична газета, що видавалась протягом сторіччя у місті Конотоп. 
Реєстраційне свідоцтво СМ № 013 від 1 грудня 1993 року. Співзасновниками видання зазначені Конотопська міська рада і колектив редакції газети. Адреса редакції: пр. Миру, буд. 8, м. Конотоп—41615 (Сумська область, Україна).
«Конотопський край» виходив двічі на тиждень — щовівторка і щоп'ятниці. Газета друкувалась у ТОВ «Конотопська міська друкарня» (вул. Красногірська, 9). У травні 2011 року загальний місячний наклад періодичного видання становив 20 067 примірників, тобто разовий тираж (одного числа) газети не перевищував 3 000 примірників.

## З історії газети
Перший номер газети вийшов у квітні 1917 під назвою «Конотопская газета». З того часу назва газети мінялася 14 разів.
У 1942—1943 за німецької влади газета виходила під назвою «Визволення», а головним редактором був Г. О. Сахно. Газета друкувала оголошення нової влади та накази командування, агітувала молодь виїздити до Німеччини.
У радянський час періодичне видання було «районкою» — газетою Конотопського району, що декілька разів змінювала назву, зокрема у 1970—80-х називалась «Радянський прапор».
Незважаючи на певні негаразди 1990—2000-х років, газета зуміла зберегти довіру читачів і залишалась джерелом міських новин. Періодичне видання завжди об'єднувало навколо себе цікавих та небайдужих до життя міста людей. В редакції працював колектив молодих професійних журналістів, дизайнерів, рекламних менеджерів.
Газету нагороджено Почесною грамотою Президії Верховної Ради України, вона була переможцем та лауреатом Всеукраїнських конкурсів «Розвиток газет в Україні» та Спілки журналістів України.
З нагоди 90-річчя газети «Конотопський край» 11 квітня 2007 в приміщенні міського Центру дитячо-юнацької творчості за участі вокальних та хореографічних колективів міста відбувся святковий концерт. Із найщирішими побажаннями привітати ювілярів прийшли: міський голова Іван Огрохін, члени виконавчого комітету міської ради, колеги і друзі, вдячні читачі і дописувачі газети, до привітань приєдналась Антоніна Цвид, поетеса, член НСПУ, заступник голови Сумського земляцтва в місті Києві.
У 2007 вийшла друком книга «На двох XX (іксах) століть», до якої увійшли матеріали кількох поколінь журналістів про історію газети «Конотопський край» за 90 років.
Станом на весну 2011 року «Конотопський край» розповсюджувався фактично стовідсотково за передплатою, а з початку осені 2011 року, через точки продажу в різних районах міста.
Через відмову від фінансування з боку Конотопської міської ради та не бажання її "роздержавлювати", в 2019 році видання було закрито.

## Головні редактори
1918–1919 роки — П. І. Новиков та І.Марченко
1919–1920 роки — Хотинський
1920–1921 роки — колектив редакторів: Леонідов, І.Крипець, П.Кричевський та Ю.Золотарьов
1921—1922 роки — Ю.Золотарьов
1922—1925 роки — Іван Михайлович Марута
1926—1929 роки — Василь Михайлович Мармуль
1929—1930 роки — Давид Ортенберг
1930—1935 роки — П. О. Кривошеєв та В.Безверха
Протягом 1932—1935 років — Фединченко, А.Федченко, О.Шамрай, Н. І. Казулін, К.Реньга, А.Лисий
1935—1939 роки — М.Сова-Степняк, І.Алексєєв, В.Астраханов
1942—1943 роки — Г. О. Сахно
13 червня 1944 року — 1946 рік — Антоніна Сергіївна Маркіна
1947—1948 роки — Йосип Олександрович Мацай
1948—1963 роки — Антоніна Сергіївна Маркіна
1963—1973 роки — Олександр Васильович Маленко.
1973—1975 роки — В. О. Кіпайтулов
1975—1982 роки — Григорій Маркіянович Карпенко
1982—1990 роки — Корнющенко Іван Пилипович
1990—2000 роки — Галина Андріївна Ільченко
2000—2005 роки — Сергій Петрович Стрижак
2005 рік — Роман Борисович Донських
серпень 2006—2008 рік: Наталія Борута
2008—2010 роки — Антоніна Миколаївна Угнівенко
Травень 2011 року В. о. головного редактора Ігор Лисий.
З 2011 по 2014 рік — Олена Багрянцева (1983 р.н.) — поетеса, прозаїк, журналіст і громадський діяч, авторка п'яти книг.
З січня 2015 по грудень 2018 року — Олена Володимирівна Савела.

## Виноски-джерела
1. ↑  Архівована копія. Архів оригіналу за 11-11-2014. Процитовано 11-11-2014.{{cite web}}:  Обслуговування CS1: Сторінки з текстом «archived copy» як значення параметру title (посилання)
2. ↑  Гудименко М. М. Конотопський район // Українська радянська енциклопедія : у 12 т. / гол. ред. М. П. Бажан ; редкол.: О. К. Антонов та ін. — 2-ге вид. — К. : Головна редакція УРЕ, 1980. — Т. 5 : Кантата — Кулики. — 566, [2] с., [24] арк. іл. : іл., портр., карти + 1 арк с.
3. ↑  Газеті «Конотопський край» — 90 років![недоступне посилання з липня 2019] // інф. за 17 квітня 2007 року на www.news.konotop.net (Конотопські новини, за підтримкою прес-центру Конотопської міської ради) [Архівовано 19 лютого 2012 у Wayback Machine.]
4. ↑  Г. А. ІЛЬЧЕНКО — ЩО ТАКЕ КОНОТОПСЬКИЙ «МЕДІА-КОН+» (PDF). Архів оригіналу (PDF) за 11 листопада 2014. Процитовано 11 листопада 2014.
5. ↑  Газету «Конотопський край» більше не випускають. Конотоп.City (укр.). Процитовано 21 червня 2022.
6. ↑  вихідні дані газети